# Estúpido Cupido
Estúpido Cupido é uma telenovela brasileira produzida e exibida pela TV Globo de 25 de agosto de 1976 a 28 de fevereiro de 1977, em 160 capítulos. Substituiu Anjo Mau e foi substituída por Locomotivas, sendo a 18.ª novela das sete produzida pela emissora.
Escrita por Mário Prata e dirigida por Régis Cardoso, foi a última novela produzida em preto e branco (apenas os dois últimos capítulos da novela foram exibidos em cores e mostravam um salto temporal de dez anos na trama).
Contou com as atuações de Leonardo Villar, Maria Della Costa, Ney Latorraca, Françoise Forton, Ricardo Blat, Luiz Armando Queiroz, Elizabeth Savalla e João Carlos Barroso.

## Enredo
A história é ambientada na fictícia cidade de Albuquerque, no interior de São Paulo, no início da década de 60 – época marcada por mudanças de comportamento em boa parte do mundo. Lá, os jovens curtem os acordes do rock e do twist nas pistas de dança, seguem o modismo dos jeans e dos blusões de couro e se exibem em lambretas e motocicletas pelas ruas da cidade. Neste contexto, evoluem os personagens locais que entrelaçam suas histórias, tornando a trama recheada de humor e romance.
A estudante normalista Maria Tereza, conhecida como Tetê, é uma moça sonhadora que deseja sair da pequena Albuquerque para ser eleita Miss Brasil. Porém, o namorado João, aspirante a jornalista, morre de ciúmes e pretende se casar com ela, colocando-se como empecilho nos seus planos.
Tetê é filha de Olga Oliveira, mulher elegante e desquitada que vive uma vida solitária para evitar comentários maldosos à respeito da sua reputação. Olga vive com a mãe, a rabugenta Vovó Zinha, e também é mãe de Ciça, moça mimada e voluntariosa que pouco se dedica aos estudos, mais preocupada em flertar com os rapazes e brigar com as colegas; e Joel Otávio, conhecido como Tavico, um menino desajeitado e inibido, o oposto das irmãs. Transforma-se quando começa a fazer parte do grupo de rock Personélitis Boys- onde é proibido de cantar pela sua desafinação - e fica agora conhecido como Caniço. Mas, não consegue confessar seu amor pela inquieta Glorinha, a menina mais engraçada da cidade que mantém em segredo um diário.
João, por sua vez, é filho de Alcides Guimarães Filho, o Guima, viúvo austero e autoritário, proprietário do Albuquerque Tênis Club, local de festas onde se reúne a alta sociedade da cidade. Entra em conflito com o filho constantemente, pois projeta para ele uma carreira promissora como engenheiro ou médico, o que João não aceita. Guima ainda mora com o pai, o aposentado Guimão que tem uma preocupação permanente com a morte achando que através das ondas de rádio entrará em contato com os mortos. Vive na companhia de Zé Maria, filho mais novo de Guima que adora futebol e, muito curioso, tenta frequentar os bailes e festas da cidade para poder dançar, e Joana D'Arc da Silva, conhecida como Daquinha, governanta da família há quase quinze anos. Criara Zé Maria desde pequeno e, solteira, procura um namorado usando o correio sentimental da cidade.
Guima, homem amargo depois da morte da esposa, se torna mais gentil e cordial ao conhecer Olga, com quem inicia um romance, que contrasta com a ansiedade dos pares jovens da trama.
O empresário tem como único amigo o Dr. Armando Siqueira, delegado da Albuquerque há vinte anos. Dr. Siqueira é divertido e adora contar piadas, das quais é o único a achar graça. É apelidado pelos jovens de Tom Mix pelo seu tipo fino. Pai de Glorinha, é casado com Maria Antonieta, a Mariinha, uma das mulheres mais elegantes da cidade que se arruma com esmero para quando o marido chegar em casa. Dr. Siqueira ainda é patrão do Cabo Fidélis, homem alto e forte que age como se fosse xerife da cidade e assume também a função de guarda, além de ser apaixonado por Daquinha.
Mederix, como é conhecido Antônio Ney Medeiros, é um típico personagem da época, representante da chamada juventude transviada. Playboy e fã de Elvis Presley, é líder do conjunto de rock Personélitis Boys e está há sete anos no curso científico – correspondente ao atual ensino médio – para não perder a mesada do pai. Envolve-se com a carioca Betina, sobrinha de Olga, que chega à Albuquerque para fazer uma pesquisa de sociologia e percebe que tem costumes e pensamentos mais avançados do que os das meninas locais. Além de Mederiquis, Betina, João, Glorinha e Caniço, o grupo jovem da novela ainda é formado por Carneirinho, cantor e braço-direito de Mederiquis, sempre na garupa de sua lambreta, pronto a seguir suas ordens; e Aninha, amiga inseparável de Glorinha e apaixonada por Carneirinho.
Meio mendigo, meio desligado, passando dias na praça, o personagem Belchior também é um destaque. Entre 11h e meio-dia ele coloca no ar uma estação de rádio imaginária, com propagandas, anúncios de filmes em cartaz e o programa Telefone Pedindo Bis. As pessoas que se aproximam são prontamente entrevistadas por ele. Belchior também tem grandes conhecimentos de matemática e literatura. Alguns pensam em interná-lo, mas os rapazes, liderados por Mederiquis, protegem-no.
Um núcleo importante da trama é o do colegio confessional Colégio Normal de Albuquerque, com o quadro de professores composto por padres e freiras. Em turmas separadas para homens e mulheres, os diretores são Madre Encarnación, que comanda com rigidez principalmente no que diz respeito à disciplina escolar; e Padre Batista, homem conservador que ainda ministra aulas de biologia e que em momentos fora da escola se ocupa em ouvir confissões dos jovens da cidade, que o apelidaram carinhosamente de Batistão. Os profissionais da escola são Irmã Consuelo, a atrapalhada professora de religião, que se preocupa com o comprimento das saias das alunas; Padre Almerindo, professor de latim e espanhol que, apesar da rigidez, é alvo de peças pregadas pelos alunos; Frei Damasceno, professor de história bonachão e de ideias revolucionárias; Padre Guido, professor de matemática turrão; e Miguel, inspetor antigazeteiro designado para manter a ordem entre os estudantes. Há ainda a Irmã Angélica, professora de português e principal incentivadora das atividades artísticas entre os alunos, que propõe a criação de um grupo de teatro amador, mas é aconselhada pela direção a limitar-se às suas aulas. Nutre um amor platônico por Belchior, com quem vive a conversar às escondidas nas horas vagas.
Outros personagens de destaque são as fofoqueiras Adelaide e Eulália que, por telefone, controlam a vida de todos os moradores da pequena cidade; Aquino, ambicioso prefeito de Albuquerque que, solteirão, vive procurando uma moça para se casar; e Acioly, geólogo da Petrobras que chega na cidade a fim de pesquisar sobre a existência de petróleo no local. Elegante e maduro, encanta-se por Tetê e passa a assediá-la, para descontentamento de João.

## Elenco
| Ator                 | Personagem                             |
| -------------------- | -------------------------------------- |
| Françoise Forton     | Maria Tereza Oliveira (Tetê)           |
| Ricardo Blat         | João Guimarães                         |
| Leonardo Villar      | Alcides Guimarães Filho (Guima)        |
| Maria Della Costa    | Olga Oliveira                          |
| Ney Latorraca        | Antônio Ney Medeiros (Mederix)         |
| Luiz Armando Queiroz | Belchior                               |
| Elizabeth Savalla    | Irmã Angélica                          |
| Nuno Leal Maia       | Ricardo Acioly (Acioly)                |
| Djenane Machado      | Glória Siqueira (Glorinha)             |
| João Carlos Barroso  | Joel Otávio Oliveira (Tavico / Caniço) |
| Heloísa Millet       | Betina Oliveira                        |
| Mauro Mendonça       | Dr. Armando Siqueira (Tom Mix)         |
| Marilu Bueno         | Maria Antonieta Siqueira (Mariinha)    |
| Oswaldo Louzada      | Alcides Guimarães (Guimão)             |
| Célia Biar           | Adelaide (Danadinha)                   |
| Kléber Macedo        | Eulália (Papudinha)                    |
| Antônio Patiño       | Padre Batista (Batistão)               |
| Ida Gomes            | Madre Encarnación                      |
| Vic Militello        | Joana D'Arc da Silva (Daquinha)        |
| Tony Ferreira        | Cabo Fidélis                           |
| Sônia de Paula       | Cecília Oliveira (Ciça)                |
| Carlos Kroeber       | Frei Damasceno (Damassa)               |
| Emiliano Queiroz     | Padre Almerindo                        |
| Suely Franco         | Irmã Consuelo                          |
| Ênio Santos          | Aquino                                 |
| Tião D'Ávila         | Carneirinho                            |
| Heloísa Raso         | Ana Maria (Aninha)                     |
| Luiz Orioni          | Miguel                                 |
| Arthur Costa Filho   | Padre Guido                            |
| Henriqueta Brieba    | Creuza Oliveira (Vovó Zinha)           |
| Sandro Polloni       | Comendador Giovani Fanfani             |
| Cláudio Fontes       | Arthur Godinho (Godinho)               |
| Ricardo Garcia       | José Maria Guimarães (Zé Maria)        |

### Participações
| Ator                   | Personagem                                                          |
| ---------------------- | ------------------------------------------------------------------- |
| Aldo Bueno             | Policial, amigo de Cabo Fidélis                                     |
| Celly Campello         | Ela mesma                                                           |
| Cláudio Ayres da Motta | Mr. Gordon / Duarte, amigo trapaceiro de Acioly e Godinho           |
| Dirceu Rabelo          | Zé Maria adulto, no final                                           |
| Hilton Gomes           | Ele mesmo, jurado do concurso de Miss Brasil                        |
| José Augusto Branco    | Policial, amigo de Cabo Fidélis                                     |
| Maria Glória Soares    | Laura, casa-se com Miguel                                           |
| Mário Prata            | Mário Alberto, colunista social e jurado do concurso de Miss Brasil |
| Marly Bueno            | Apresentadora do concurso de Miss Brasil                            |
| Murilo Néri            | Apresentador do concurso de Miss Brasil                             |
| Neuza Amaral           | Madre Superiora, amiga de Madre Encarnación                         |
| Patrícia Bueno         | Sueli                                                               |
| Patrícia Mendes        | Leila, amiga de Ciça                                                |
| Paulo Pinho            | Paulo, marido de Glorinha no final                                  |
| Paulo Resende          | Policial, amigo de Cabo Fidélis                                     |
| Renato Bastos          | Orlando, da turma de Mederix                                        |
| Silas Gregório         | Eládio                                                              |
| Zanoni Ferrite         | Pedro (Pepê)                                                        |

## Detalhes
- À exceção do capítulo final, produzido em cores sob a direção de Walter Avancini, sem que os atores soubessem disso, pois era desejada a surpresa de que a emissora já estava com a totalidade de suas câmeras em cores, Estúpido Cupido foi a última telenovela da TV Globo produzida em preto-e-branco.[13] O seu último capítulo mostrava o paradeiro dos personagens em 1977.
- Foi a primeira novela escrita por Mário Prata para a televisão.
- Devido à transmissão dos Jogos Olímpicos de Verão de 1976, Estúpido Cupido estreou numa quarta-feira.
- Destaque para as personagens Adelaide e Eulália, interpretadas por Célia Biar e Kléber Macedo, respectivamente. Nas cenas das personagens a tela era dividida e o público se divertia com as caretas de quem contava e de quem ouvia a fofoca. O bordão da dupla, “Fala, danadinha, fala!”, se tornou popular.[13]
- Elizabeth Savalla se recorda da ação da Censura sob sua personagem, Irmã Angélica. Na trama, a religiosa de ideias revolucionárias decide montar o Auto da Compadecida, de Ariano Suassuna. Mas, segundo a atriz, a cena foi proibida de ir ao ar por ter um Cristo negro na história.[13]
- Com o sucesso de Estúpido Cupido, o país voltou a dançar os hits de época e os concursos de twist se multiplicaram em festas e colégios. A cantora Celly Campello fez uma participação na trama. Sua chegada retumbante a Albuquerque é um dos momentos memoráveis da novela.[13]
- As gravações externas da novela foram realizadas em Itaboraí (RJ). A praça principal do lugar foi escolhida porque dava a exata noção de uma cidade do interior de São Paulo.[14]
- O LP da trilha sonora, gravado pela Som Livre, vendeu quase um milhão de cópias, superando a marca anterior, de Escalada (1975). Consolidava-se assim a boa vendagem de discos de trilhas de telenovelas, num projeto que fora iniciado em 1971. Celly Campello, por exemplo, voltou às paradas com Estúpido Cupido, música de abertura da trama.[2]
- Bang Bang também escrita - pelo menos a princípio - por Mário Prata, também se passava numa cidade chamada Albuquerque e teve Ney Latorraca e Mauro Mendonça no elenco, assim como Estúpido Cupido.
- Em 1995, a emissora Televisión Nacional de Chile do Chile adaptou o texto de Estúpido Cupido com titulo homônimo. A história se passava na pequena cidade de San Andrez.

## Exibição
Foi reprisada entre 21 de maio de 1979 a 01 de janeiro de 1980, em 162 capítulos, substituindo Carinhoso e sendo substituída por À Sombra dos Laranjais.

### Outras Mídias
Foi disponibilizada pelo Globoplay em 22 de janeiro de 2024, através do projeto Fragmentos, que resgata obras que possuem poucos capítulos preservados.  Ao todo, foram resgatados os capítulos 1, 2, 80, 81, 159 e 160, com o primeiro capítulo sendo disponibilizado sem os oito minutos iniciais.

## Trilha sonora

### Nacional
Capa: Logotipo da Novela e miniaturas de alguns personagens
| N.º | Título                                                               | Música                 | Personagem                       | Duração |  |
| 1.  | "Banho de Lua (Tintarella di luna)"                                  | Celly Campello         | Glorinha                         |         |  |
| 2.  | "Quem É?"                                                            | Osmar Navarro          | Belchior                         |         |  |
| 3.  | "Diana"                                                              | Carlos Gonzaga         | Ciça                             |         |  |
| 4.  | "Meu Mundo Caiu"                                                     | Maysa                  | Guima e Olga                     |         |  |
| 5.  | "Broto Legal"                                                        | Sérgio Murilo          | Mederiquis, Caniço e Carneirinho |         |  |
| 6.  | "Alguém é Bobo de Alguém"                                            | Wilson Miranda         | Daquinha e Cabo Fidélis          |         |  |
| 7.  | "Por Uma Noite"                                                      | Stradivarius           | Irmã Angélica                    |         |  |
| 8.  | "Ritmo da Chuva (The Rhythm Of The Rain)"                            | Demétrius              | Guima e Olga                     |         |  |
| 9.  | "Boogie do Bebê (Babysitter-Boogie)"                                 | Tony Campello          | Zé Maria                         |         |  |
| 10. | "Sereno"                                                             | Paulo Molin            | Acioly                           |         |  |
| 11. | "Neurastênico"                                                       | Betinho & Seu Conjunto | Seu Guimão                       |         |  |
| 12. | "Biquíni Amarelo (Itsy Bitsy Teenie Weenie Yellow Polka Dot Bikini)" | Ronnie Cord            | Aninha                           |         |  |
| 13. | "Tetê"                                                               | Sílvia Telles          | Tetê                             |         |  |
| 14. | "Bata Baby"                                                          | Wilson Miranda         | Geral                            |         |  |
| 15. | "Ela É Carioca"                                                      | Os Cariocas            | Betina                           |         |  |
| 16. | "Estúpido Cupido (Stupid Cupid)"                                     | Celly Campello         | Abertura                         |         |  |

### Internacional
Capa: Logotipo da Novela
| N.º | Título                       | Música              | Personagem                       | Duração |  |
| 1.  | "Breaking Up Is Hard To Do"  | Neil Sedaka         | Mederiquis                       |         |  |
| 2.  | "Love Me Forever"            | The Playing's       | Daquinha e Cabo Fidélis          |         |  |
| 3.  | "Be-Bop-A-Lula"              | Gene Vincent        | Caniço                           |         |  |
| 4.  | "Tutti Frutti"               | Little Richard      | Adelaide e Eulália               |         |  |
| 5.  | "Ruby"                       | Ray Charles         | Guima e Olga                     |         |  |
| 6.  | "Twilight Time"              | The Platters        | Festas no Albuquerque Tênis Club |         |  |
| 7.  | "America"                    | Trini Lopez         | Colégio Normal de Albuquerque    |         |  |
| 8.  | "The Twist"                  | Chubby Checker      | Geral                            |         |  |
| 9.  | "Secretly"                   | Jimmy Rodgers       | Tom Mix e Mariinha               |         |  |
| 10. | "Tears on My Pillow"         | The Imperials       | Ciça                             |         |  |
| 11. | "Misty"                      | Johnny Mathis       | Mederiquis e Betina              |         |  |
| 12. | "April Love"                 | Pat Boone           | Festas no Albuquerque Tênis Club |         |  |
| 13. | "Multiplication"             | Bobby Darin         | Colégio Normal de Albuquerque    |         |  |
| 14. | "Don't Be Cruel"             | Elvis Presley       | João                             |         |  |
| 15. | "Petit Fleur"                | Bob Crosby          | Guima e Olga                     |         |  |
| 16. | "The Green Leaves Of Summer" | The Brothers Four   | Belchior                         |         |  |
| 17. | "Puppy Love"                 | Paul Anka           | Caniço e Glorinha                |         |  |
| 18. | "Al Di Lá"                   | Emilio Pericoli     | Festas no Albuquerque Tênis Club |         |  |
| 19. | "Everybody Loves Somebody"   | Dean Martin         | Aquino                           |         |  |
| 20. | "Bye, Bye, Love"             | The Everly Brothers | Geral                            |         |  |